# 東勢林場 (彰化縣農會)

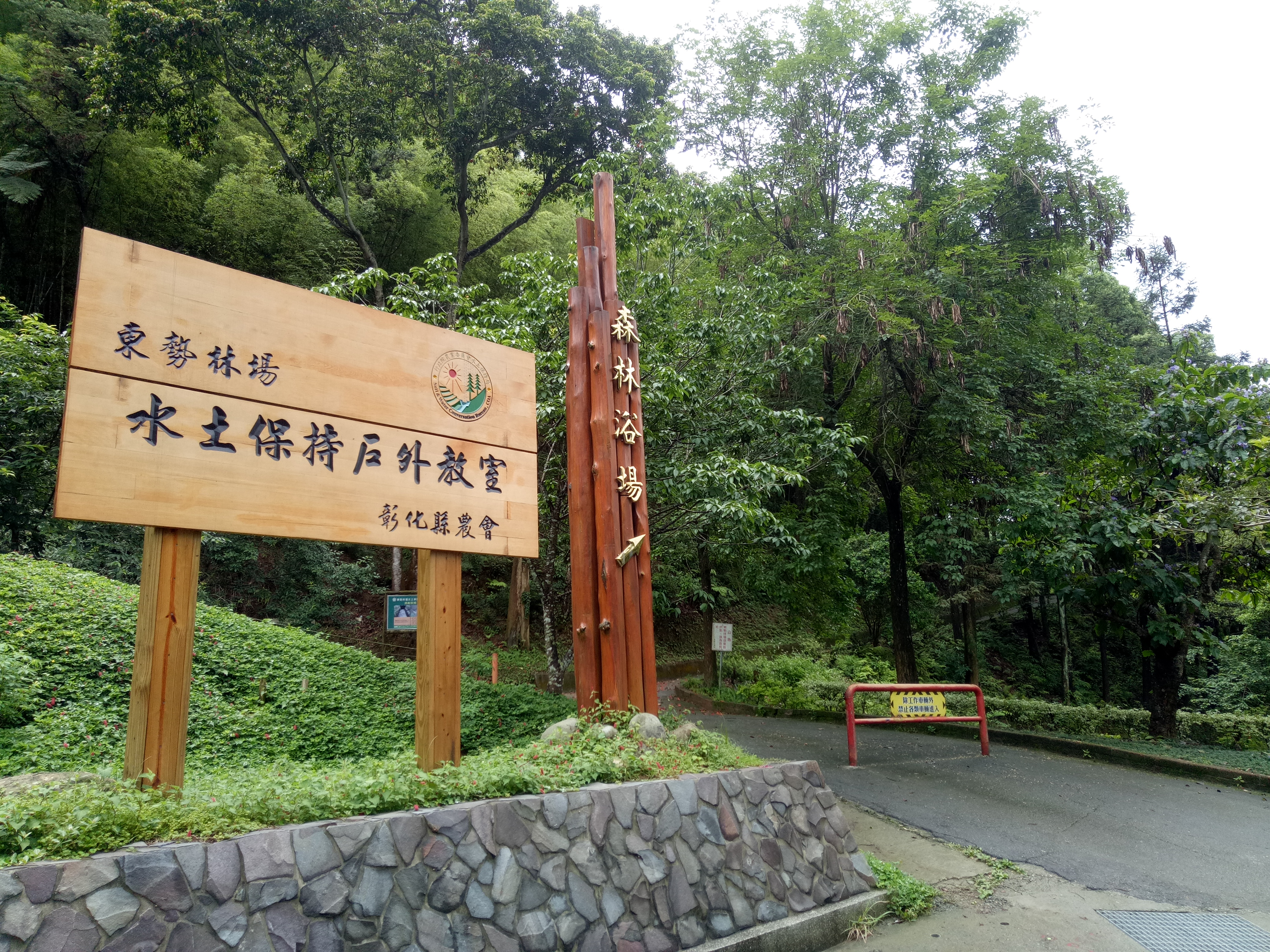
東勢林場一景

東勢林場（古名四角林）位於臺灣臺中市東勢區，在日治時代是屬於台中州農業組合經營的林場。戰後因為行政區調整，原林地由彰化縣、南投縣、台中市三縣市的農會均分。而彰化縣農會取得的面積是225公頃，原本只有果園和林業經營，之後因木材價格低落導致虧損，轉而轉向多元化經營，種植花草、增加遊樂設設和公共建設，於1984年對公眾開放。

## 外部連結
- 東勢林場遊樂區 （页面存档备份，存于）